# نیلدو پترولینا
نیلدو پترولینا (به پرتغالی: Evanildo Fernandes Gomes) هافبک اهل برزیل است که در شهر Petrolina و در تاریخ ۱ مهٔ ۱۹۸۶ به دنیا آمده‌است.
نیلدو پترولینا در تیم‌های فوتبال Petrolina سابقهٔ حضور دارد.